# Jet Lag: The Game
Jet Lag: The Game è una serie americana di reality, avventura e viaggi prodotto per la piattaforma di streaming Nebula e YouTube. Creato nel 2022 da Sam Denby, Adam Chase e Ben Doyle, ogni stagione presenta un concorso ispirato ai giochi da tavolo che invia i giocatori a raggiungere un obiettivo geografico in diverse parti del mondo.
A gennaio 2024, lo spettacolo è stato trasmesso in streaming per più di un milione di ore su Nebula e ha accumulato 561.000 iscritti su YouTube.

## Format

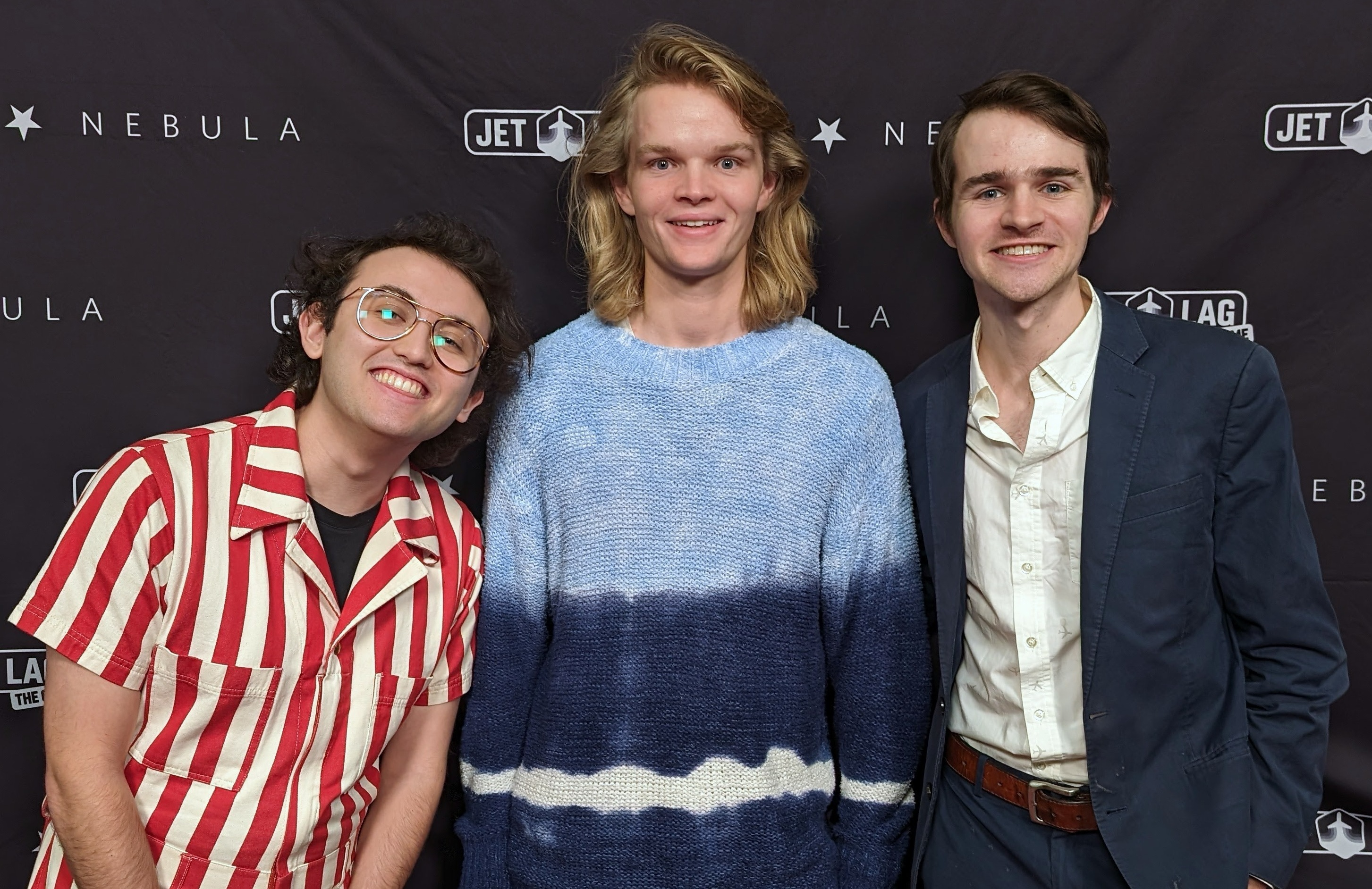
Doyle, Denby e Chase nel dicembre 2023

Jet Lag è stato creato da Sam Denby, fondatore di Wendover Productions e chief content officer della piattaforma di streaming Nebula, con gli scrittori Adam Chase e Ben Doyle, che competono ogni stagione.
La prima stagione è stata rilasciata nel maggio 2022.
Il format Jet Lag è stato parzialmente sviluppato durante un precedente spettacolo di Wendover, Crime Spree, in cui Chase e Doyle inseguivano Denby mentre tentava di infrangere oscure leggi statali negli Stati Uniti (trasmesso in esclusiva su Nebula). Denby ha anche citato The Amazing Race come punto di ispirazione, anche se nota anche che Jet Lag lavora per migliorare alcune delle sue carenze concentrandosi maggiormente sui viaggi.
Lo spettacolo è creato principalmente per lo streaming su Nebula, i cui abbonati paganti supportano il suo budget per video relativamente costoso. Gli episodi vengono pubblicati prima su Nebula e una settimana dopo su YouTube.
Ogni stagione presenta una struttura di gioco unica per l'area geografica e le modalità di trasporto lì disponibili.  La prima stagione ufficiale richiedeva alle squadre di recarsi negli stati degli Stati Uniti per rivendicare una riga o colonna in stile Forza Quattro. Nelle stagioni successive i concorrenti circumnavigano il globo tramite viaggi aerei, giocano a chiapparello attraverso l'Europa occidentale, percorrono la lunghezza verticale della Nuova Zelanda, gareggiano in un gioco di rubabandiera su porzioni sempre più grandi del Giappone e viaggiano dal punto più settentrionale a quello più meridionale degli Stati Uniti.
I giocatori devono completare le sfide per guadagnare monete o valuta, che forniscono la possibilità di continuare a viaggiare e, nelle stagioni successive, acquistare potenziamenti . I giocatori possono anche essere soggetti a malefici, che limitano i viaggi del giocatore (ad esempio è consentito prendere solo mezzi di trasporto in partenza nei minuti dispari dell'ora) o aggiungono un elemento indesiderato al gioco.
A partire dalla quinta stagione, Chase e Doyle hanno introdotto un segmento ricorrente, "The Snack Zone", in cui offrono recensioni concise di prodotti alimentari unici nella loro località. La stagione successiva, Denby e il suo ospite, il creatore di Strange Parts Scotty Allen, hanno creato un segmento in competizione basato sugli snack, "Choo Choo Chew".
Chase, Denby e Doyle sono spesso affiancati da un creatore di video educativi ospite; Chase e Doyle competono come una propria squadra mentre Denby si allea con l'ospite. Tra gli ospiti figurano Joseph Pisenti, Toby Hendy, Brian McManus e Scotty Allen; l'ottava stagione presenta Michelle Khare.

## Produzione
Secondo Denby, i luoghi delle riprese vengono scelti in base alla disponibilità di "mezzi di trasporto pubblici forti, frequenti, affidabili o semi-affidabili"; mentre alcune stagioni si sono svolte parzialmente o completamente in auto, il team ha ritenuto che mancasse l'intrigo strategico del trasporto pubblico.
Jet Lag viene filmato utilizzando iPhone 13 Pro e microfoni lavalier Røde, una configurazione che secondo Denby consente ai concorrenti di concentrarsi sulla creazione di contenuti piuttosto che sulla cinematografia.
Per affrontare gli impatti climatici derivanti dall'uso dei viaggi aerei da parte dello spettacolo, Wendover acquista compensazioni di carbonio in Gold Standard per un valore dieci volte superiore alle emissioni stimate dello spettacolo. "Sapevamo fin dall'inizio che avremmo ricevuto critiche per quello che è chiaramente un viaggio un po' frivolo", ha detto Denby al Globe and Mail .
Un podcast associato, The Layover, discute la progettazione del gioco e i dettagli di produzione da una prospettiva dietro le quinte. È esclusivo per gli abbonati Nebula.

## Ricezione
Lo spettacolo è stato candidato nella categoria montaggio dei 13esimi Streamy Awards. A partire dall'ottobre 2023, lo spettacolo è stato trasmesso in streaming per oltre 1 milione di ore su Nebula e ha accumulato 561.000 abbonati YouTube.

## Le stagioni
Jet Lag: The Game ha pubblicato tredici stagioni.
| Stagione | Titolo                       | Episodi | Inizio            | Fine            | Produzione                       | Luogo              | Ospite                                    | Vincitore/i                |
| -------- | ---------------------------- | ------- | ----------------- | --------------- | -------------------------------- | ------------------ | ----------------------------------------- | -------------------------- |
| 1        | Connect 4 Across America     | 3       | 25 maggio 2022    | 9 giugno 2022   | 3-5 marzo 2022                   | Stati Uniti        | Brian McManus                             | Sam Denby & Brian McManus  |
| 2        | Circumnavigation             | 5       | 29 giugno 2022    | 3 agosto 2022   | 12-17 maggio 2022                | Mondo              | Joseph Pisenti                            | Adam Chase & Ben Doyle     |
| 3        | tag EUR it                   | 7       | 7 settembre 2022  | 19 ottobre 2022 | 26-28 luglio 2022                | Europa Occidentale | -                                         | Adam Chase                 |
| 4        | Battle 4 America             | 5       | 7 dicembre 2022   | 11 gennaio 2023 | 25-28 ottobre 2022               | Stati Uniti        | Brian McManus                             | Adam Chase & Ben Doyle     |
| 5        | Race to the End of the World | 8       | 1 marzo 2023      | 19 aprile 2023  | 22-26 gennaio 2023               | Nuova Zelanda      | Toby Hendy                                | Sam Denby & Toby Hendy     |
| 6        | Capture The Flag             | 7       | 31 maggio 2023    | 12 luglio 2023  | 16-19 aprile 2023                | Giappone           | Scotty Allen                              | Adam Chase & Ben Doyle     |
| 7        | Tag EUR It 2                 | 6       | 6 settembre 2023  | 11 ottobre 2023 | 8-10 luglio 2023                 | Europa Occidentale | -                                         | Ben Doyle                  |
| 8        | Arctic Escape                | 6       | 13 dicembre 2023  | 17 gennaio 2024 | 23-27 ottobre 2023               | Stati Uniti        | Michelle Khare                            | Sam Denby & Michelle Khare |
| 9        | Hide + Seek                  | 5       | 28 febbraio 2024  | 27 marzo 2024   | 11-14 dicembre 2023              | Svizzera           | -                                         | Adam Chase                 |
| 10       | Au$tralia                    | 6       | 15 maggio 2024    | 26 giugno 2024  | 11-14 marzo 2024                 | Australia          | Toby Hendy                                | Sam Denby & Toby Hendy     |
| 11       | Tag EUR It 3                 | 6       | 21 agosto 2024    | 2 ottobre 2024  | 29-31 maggio 2024                | Europa Meridionale | -                                         | Sam Denby                  |
| 12       | Hide + Seek 2                | 7       | 4 decembre 2024   | 22 gennaio 2025 | 16-21 settembre 2024             | Giappone           | -                                         | Ben Doyle                  |
| 13       | Schengen Showdown            | 6       | 5 marzo 2025      | 17 aprile 2025  | 6-11 gennaio 2025                | Spazio Schengen    | Tom Scott                                 | Adam Chase & Ben Doyle     |
| 13.5     | Hide + Seek NYC              | 2       | 23 aprile 2025    | 7 maggio 2025   | 18 dicembre 2024 29 gennaio 2025 | New York City      | Amy Muller                                | Sam Denby & Ben Doyle      |
| 14       | Snake                        | 6       | 11 giugno 2025    | 23 luglio 2025  | 2-6 aprile 2025                  | Corea del Sud      | -                                         | Adam Chase                 |
| 15       | Tag All Stars                |         | 17 settembre 2025 |                 | 10 giugno 2025                   | Europa Occidentale | Brian McManus, Toby Hendy, Michelle Khare |                            |

### Stagione 1: Connect 4 Across America
A partire dall'aeroporto O'Hare di Chicago, Denby e Brian McManus competono contro Chase e Doyle per rivendicare gli stati degli Stati Uniti (dai 22 a ovest del Mississippi ) in un gioco di Forza Quattro geografico; l'obiettivo è rivendicare 4 stati di fila su una linea diretta est-ovest o nord-sud. Le squadre devono recarsi al Campidoglio dello stato di destinazione, pescare una carta sfida a caso, quindi completarla con successo all'interno dello stato per rivendicarla per la propria squadra.

### Stagione 2: Circumnavigation
Partendo e arrivando alla Denver Union Station di Denver, in Colorado, Denby e Joseph Pisenti competono contro Chase e Doyle per essere i primi a circumnavigare il mondo. Per poter contare come circumnavigazione, ogni squadra deve percorrere almeno 22 858 mi (36 786 km) e attraversare tutti i meridiani. Le squadre hanno iniziato con un budget di viaggio di 1.000 dollari e potevano guadagnare di più completando le sfide selezionate da un mazzo di carte. Una volta che una squadra ha completato una sfida, la stessa sfida non può essere completata dalla squadra avversaria. Per incoraggiare il proseguimento del viaggio, la seconda sfida è stata completata entro 300 mi (480 km) di raggio vale la metà del valore dichiarato, e ogni sfida successiva vale un quarto del valore dichiarato.

### Stagione 3: Tag EUR It
Denby, Chase e Doyle giocano a chiapparello che inizia in Place Ducale a Charleville-Mézières, in Francia. A turno, il corridore deve tentare di raggiungere la propria destinazione: Zermatt, Svizzera per Denby, Jersey per Chase e Borkum, Germania per Doyle. Dopo 45 minuti gli altri due giocatori iniziano a inseguire il corridore con l'obiettivo di etichettarlo. Il corridore deve completare sfide estratte a caso da un mazzo di carte per guadagnare monete, che vengono poi utilizzate per acquistare mezzi di trasporto il cui costo dipende dal tempo e dalla modalità. Il corridore può porre il veto a qualsiasi sfida al costo di una penalità di 30 minuti. Può anche acquistare dei potenziamenti, come il raddoppio del valore delle monete (e della penalità per il veto) della sfida successiva. Un giocatore vince istantaneamente una volta raggiunta la propria destinazione; se dopo 72 ore nessun giocatore ha raggiunto la propria destinazione, vince il giocatore alla cui destinazione il corridore è più vicino.

### Stagione 4: Battle 4 America
A partire da Times Square, New York, Denby e Brian McManus competono contro Chase e Doyle per rivendicare il maggior numero di stati degli Stati Uniti (più il Distretto di Columbia) in quattro giorni. Entrambe le squadre hanno un budget di viaggio di 3.000 dollari, a cui si aggiungono 1.000 dollari all'inizio di ogni giorno. Ogni squadra pesca inizialmente una mano di sette carte, ciascuna contenente una sfida. Per reclamare uno Stato, devono completare la sfida su una delle loro carte mentre si trovano nello Stato; una volta completata la sfida, la carta viene scartata e ne viene pescata una nuova per sostituirla. Ogni sfida completata comporta anche un certo numero di gettoni che possono essere utilizzati per acquistare potenziamenti, come la possibilità di scambiare due carte con la squadra avversaria o di attraversare un altro Stato in auto, cosa altrimenti consentita solo attraverso un volo o i mezzi pubblici. Una squadra può rubare uno Stato alla squadra avversaria, a patto che abbia rivendicato due Stati confinanti, sfidando la squadra avversaria in una battaglia. Dopo un avvertimento di 30 minuti, viene estratta una sfida competitiva da un mazzo separato; il vincitore della sfida si aggiudica lo Stato e la squadra avversaria non può sfidarlo di nuovo. Alla fine dei quattro giorni, ogni squadra guadagna un punto per ogni Stato posseduto, con un bonus di due punti assegnato alla squadra che detiene la maggiore superficie territoriale; la squadra con il maggior numero di punti è la vincitrice.

### Stagione 5: Race to the End of the World
Partendo da Cape Reinga, in Nuova Zelanda, Denby e Toby Hendy competono contro Chase e Doyle alla guida di auto per essere i primi a raggiungere Lookout Point a Bluff, in Nuova Zelanda . Le squadre devono completare le sfide prestabilite per sbloccare i blocchi stradali posizionati lungo la rete autostradale. Una volta che una squadra ha completato la sfida, il posto di blocco è aperto a entrambe le squadre. Le squadre possono porre il veto a una sfida ma devono attendere un periodo di tempo predeterminato prima che si apra il posto di blocco; su alcuni blocchi stradali non è possibile porre il veto e costringono la squadra a un percorso diversivo più lungo. Al vincitore della sfida viene assegnato un numero di monete che può utilizzare per acquistare potenziamenti, come la possibilità di saltare i blocchi stradali, posizionare blocchi stradali per rallentare l'altra squadra, lanciare una maledizione sull'altra squadra o acquistare un Dardo Nerf che se colpisce con successo un membro della squadra avversaria lo costringe a scontare una penalità di 30 minuti.

### Stagione 6: Capture the Flag Across Japan
Partendo dalla stazione di Tokyo, Denby e Scotty Allen competono contro Chase e Doyle in un gioco di rubabandiera . Ogni squadra deve tentare di catturare la bandiera avversaria e riportarla nel proprio territorio senza farsi prendere. Le posizioni delle bandiere sono distributori automatici e la bandiera è rappresentata da un articolo acquistato da quel distributore automatico. Per viaggiare nel territorio dell'avversario, i membri della squadra devono completare sfide estratte casualmente da un mazzo di carte per guadagnare monete, che verranno poi utilizzate per acquistare i trasporti. Se un membro della squadra viene catturato, perde tutte le sue monete a favore degli avversari e viene rimandato alla stazione di Tokyo, dove deve scontare una penalità di 30 minuti prima di riprendere il gioco.

### Stagione 7: Tag EUR It 2
Denby, Chase e Doyle ripetono la stagione 3, ma con le destinazioni dei giocatori ruotate: Denby questa volta punta a Jersey, Chase a Borkum, Germania, e Doyle a Zermatt, Svizzera.

### Stagione 8: Arctic Escape
Partendo dall'estremo nord degli Stati Uniti a Utqiagvik, Alaska, Denby e Michelle Khare competono contro Chase e Doyle per essere i primi a raggiungere il punto più meridionale degli Stati Uniti continentali a Key West, in Florida . Le squadre completano sfide selezionate da un pool comune chiamato flop per guadagnare biglietti, che consentono loro di prendere un mezzo di trasporto specifico (volo, treno o auto) per una distanza specifica o per una destinazione specifica. Nel flop sono presenti quattro sfide in qualsiasi momento, una volta completata una sfida ne viene estratta una nuova e l'intero flop viene sostituito all'inizio di ogni giorno. Ogni squadra può possedere tre biglietti alla volta.

### Stagione 9: Hide + Seek
La nona stagione, iniziata il 28 febbraio 2024, ha visto Denby, Chase e Doyle sfidarsi in un gioco di nascondino in Svizzera, con spostamenti consentiti solo a piedi o in treno. Il nascosto aveva un vantaggio iniziale e poteva rispondere a domande per ottenere monete e ostacolare i cercatori.
Doyle stabilì un record nascondendosi a Merlischachen per 9 ore e 36 minuti, mentre Denby si nascose a Winterthur per 7 ore e 23 minuti. Nell'ultimo round, Chase scelse Steffisburg, un'area difficilmente raggiungibile, e rimase nascosto fino alla fine del gioco, vincendo la stagione.

### Stagione 10: Au$tralia
La decima stagione, iniziata il 15 maggio 2024, ha visto due squadre di due giocatori viaggiare in Australia per rivendicare otto regioni attraverso sfide con scommesse e strategie di viaggio.
Denby e Hendy conquistarono inizialmente tre regioni, mentre Chase e Doyle ne presero quattro. Durante il gioco, le squadre si sottrassero reciprocamente diverse regioni. L'ultimo giorno, un errore strategico di Chase e Doyle permise a Denby e Hendy di rivendicare sia il Nuovo Galles del Sud che il Queensland in rapida successione, sfruttando il fatto che l'aeroporto di Gold Coast si trova al confine, garantendosi la vittoria con un punteggio di 4 a 3.

### Stagione 11: Tag Eur It 3
Nell'undicesima stagione, Denby, Chase e Doyle hanno ripetuto una modalità di gioco precedente, partendo da Ferrara con destinazioni finali diverse. Denby a Lione, Doyle a Capri e Chase a Bratislava.
Chase è stato catturato a Nova Gorica, mentre Denby ha accumulato un alto saldo di monete grazie a potenziamenti strategici. Doyle ha avuto un inizio difficile, e Chase, nel suo secondo turno, è stato catturato a Castelfranco Veneto nonostante due fughe riuscite.
Denby ha sfruttato le monete e gli orari ferroviari a suo favore per guadagnare un grande vantaggio e raggiungere la Svizzera. Ha scelto di nascondersi nel Castello di Hospental, ma è stato catturato con meno di un'ora alla fine del gioco. Nonostante ciò, il suo vantaggio gli ha garantito la vittoria.

### Stagione 12: Hide + Seek 2
Nella dodicesima stagione, Denby, Chase e Doyle hanno giocato una versione modificata del formato della stagione 9, questa volta in Giappone. Il gioco è durato sei giorni e ha introdotto un mazzo di carte con potenziamenti e penalità.
Doyle ha ottenuto 9 ore e 59 minuti nella sua prima fuga a Yamadera, mentre Chase ha totalizzato 7 ore e 41 minuti vicino a Tobiyama Castle Site Station. Denby è stato trovato alla stazione Higashi-Narita per errore e ha raggiunto 7 ore e 42 minuti.
Nel secondo turno, Doyle si è nascosto a Izu-Kōgen e, approfittando di un errore strategico degli inseguitori, ha ottenuto il miglior punteggio della stagione: 13 ore e 9 minuti. Chase si è nascosto a Saruhashi, arrivando a 11 ore e 21 minuti, mentre Denby ha inizialmente scelto Kawagoe, ma ha usato una carta per cambiare nascondiglio e totalizzare 10 ore e 46 minuti.
Doyle, con il punteggio più alto della stagione, è stato dichiarato vincitore.

### Stagione 13: Schengen Showdown
Nella tredicesima stagione, Denby e Tom Scott sfidano Chase e Doyle cercando di conquistare il maggior numero di paesi dell'area Schengen in sei giorni, viaggiando con i mezzi pubblici e completando sfide locali. Le sfide, scritte a sorpresa dalla produttrice Amy Muller, permettono di bloccare o rubare i paesi conquistati. Nonostante un inizio promettente, Denby e Scott sono stati superati da Chase e Doyle, che si sono assicurati diverse vittorie chiave in Austria, Danimarca e Svezia. Con un punteggio di 10–7 contro e impossibilitati a recuperare a causa di ritardi meteorologici, Denby e Scott si sono arresi al quinto giorno.

### Stagione 13.5: Hide + Seek New York City
La stagione speciale 13.5 si è svolta a New York City come dimostrazione del gioco ispirato allo show, con una partita di nascondino in due round. Amy Muller ha partecipato per la prima volta come concorrente, unendosi a Chase invece che a Denby. Nel primo turno, Chase e Muller si sono nascosti nel Queens raggiungendo un tempo di 4 ore e 2 secondi. Nel secondo turno, Denby e Doyle si sono nascosti a Lower Manhattan e, grazie a carte bonus che hanno aggiunto tempo al loro totale, hanno vinto la mini-stagione con 4 ore e 28 minuti.

### Stagione 14: Snake
La quattordicesima stagione, trasmessa l’11 giugno 2025, ha visto Denby, Chase e Doyle gareggiare in un gioco ispirato a Snake, ambientato sulla rete ferroviaria della Corea del Sud. A turno, ogni giocatore faceva da “serpente” cercando di percorrere la distanza più lunga possibile senza incrociare il proprio percorso. I progressi venivano salvati solo quando si raggiungeva una stazione “nodo”, ovvero con più diramazioni. Gli altri due giocatori agivano come “bloccatori”, piazzando ostacoli, maledizioni e sfide a duello che potevano far terminare la corsa del serpente.
Doyle ha aperto il gioco partendo da Yongsan, ma si è fermato a Iksan con 247,8 km. Denby ha seguito, puntando sulla costa orientale e raggiungendo Donghae, ma si è schiantato a Yeongdeok senza guadagnare gli ultimi chilometri, chiudendo con 456,8 km. Chase ha poi compiuto un lungo percorso da Seogyeongju fino a Busan e ritorno a Dongdaegu, superando tutti gli ostacoli e totalizzando 867,3 km, il punteggio più alto. Doyle è stato selezionato per un secondo turno e ha migliorato il proprio risultato a 498,2 km prima di schiantarsi a Yongsan. Con il tempo esaurito e nessun’altra corsa possibile, Chase è stato dichiarato vincitore della stagione.